# Jordan League 2023/24
Die Jordan League 2023/24, auch bekannt als The Jordanian Pro League, war die 71. Spielzeit der höchsten jordanischen Fußballliga seit ihrer Gründung im Jahr 1944. Ausgetragen wurde der Wettbewerb vom jordanischen Fußballverband. An der Liga nahmen zwölf Mannschaften teil. Die Saison begann am 3. August 2023 und endete am 25. Mai 2024. Titelverteidiger war al-Faisaly.

## Mannschaften
| Mannschaft         | Standort               | Stadion                                | Kapazität |
| ------------------ | ---------------------- | -------------------------------------- | --------- |
| Al-Ahli SC (N)     | Amman                  | Petra Stadium                          | 6.000     |
| al-Faisaly         | Amman                  | Amman International Stadium            | 17.619    |
| Al-Hussein SC      | Irbid                  | Stadion Al-Hasan                       | 12.000    |
| Al-Jalil SC (N)    | Irbid                  | Stadion Al-Hasan                       | 12.000    |
| Al-Ramtha SC       | Ar-Ramtha              | Stadion Al-Hasan                       | 12.000    |
| Al-Salt SC         | Salt                   | Prince Hussein Bin Abdullah II Stadium | 7.500     |
| al-Wihdat          | Amman                  | King Abdullah II Stadium               | 13.000    |
| Ma'an SC           | Maʿan                  | Princess Haya Stadium                  | 1.000     |
| Mgaear al-Sarhan   | Gouvernement al-Mafraq | Prinz-Mohammed-Stadion                 | 15.000    |
| Sahab SC           | Amman                  | King Abdullah II Stadium               | 13.000    |
| Shabab al-Aqaba SC | Akaba                  | Al-Aqaba Stadium                       | 3.800     |
| Shabab al-Ordon    | Amman                  | King Abdullah II Stadium               | 13.000    |

## Abschlusstabelle
Stand: Saisonende 2023/24
| Pl. | Verein             | Sp. | S  | U | N  | Tore    | Diff. | Punkte |
| --- | ------------------ | --- | -- | - | -- | ------- | ----- | ------ |
| 1.  | Al-Hussein SC      | 22  | 19 | 2 | 1  | 045:600 | +39   | 59     |
| 2.  | al-Faisaly (M)     | 22  | 18 | 3 | 1  | 063:140 | +49   | 57     |
| 3.  | al-Wihdat          | 22  | 14 | 6 | 2  | 038:140 | +24   | 48     |
| 4.  | Al-Ramtha SC       | 22  | 11 | 2 | 9  | 030:220 | +8    | 35     |
| 5.  | Al-Salt SC         | 22  | 9  | 1 | 12 | 025:270 | −2    | 28     |
| 6.  | Ma'an SC           | 22  | 7  | 5 | 10 | 022:300 | −8    | 26     |
| 7.  | Shabab al-Aqaba SC | 22  | 6  | 7 | 9  | 019:380 | −19   | 25     |
| 8.  | Shabab al-Ordon    | 22  | 7  | 1 | 14 | 021:360 | −15   | 22     |
| 9.  | Mgaear al-Sarhan   | 22  | 6  | 3 | 13 | 021:380 | −17   | 21     |
| 10. | Al-Ahli SC (N)     | 22  | 5  | 5 | 12 | 017:320 | −15   | 20     |
| 11. | Sahab SC           | 22  | 4  | 6 | 12 | 022:420 | −20   | 18     |
| 12. | Al-Jalil (N)       | 22  | 1  | 9 | 12 | 011:360 | −25   | 12     |

| Zum Saisonende 2023/24:                                                                       |
| Jordanischer Meister und Teilnahme an der AFC Champions League Two Abstieg in die zweite Liga |

| Zum Saisonende 2022: |                                                          |
| (M)                  | Amtierender Meister: al-Faisaly                          |
| (N)                  | Aufsteiger aus der zweiten Liga: Al-Ahli SC, Al-Jalil SC |

## Torschützenliste
Stand: Saisonende 2023/24
| Platz | Spieler           | Mannschaft      | Tore |
| ----- | ----------------- | --------------- | ---- |
| 1.    | Ronald Ngah       | al-Faisaly      | 13   |
| 2.    | Reziq Bani Hani   | al-Faisaly      | 9    |
| 2.    | Mohannad Abu Taha | al-Wihdat       | 9    |
| 2.    | Bernard Henry     | al-Wihdat       | 9    |
| 6.    | N. Aziz           | Al-Hussein SC   | 8    |
| 7.    | Hamza Al-Dardour  | Al-Hussein SC   | 7    |
| 7.    | Mahmoud Al-Mardi  | Al-Hussein SC   | 7    |
| 7.    | Aref Haitham      | al-Faisaly      | 7    |
| 10.   | Khaled Al-Dardour | Al-Ahli SC      | 6    |
| 10.   | Mohammad Al-Zoubi | Al-Ramtha SC    | 6    |
| 12.   | Ahmed Mohamed     | Shabab al-Ordon | 5    |
| 12.   | Khaled Eid        | al-Faisaly      | 5    |